# Boran-sur-Oise
Boran-sur-Oise is een gemeente in Frankrijk. Het ligt aan de  rivier de Oise. Boran-sur-Oise telde op 1 januari 2022 2.135 inwoners.
Er ligt station Boran-sur-Oise.

## Geografie
De oppervlakte van Boran-sur-Oise bedroeg op 1 januari 2022 11,25 vierkante kilometer; de bevolkingsdichtheid was toen 189,8 inwoners per km².

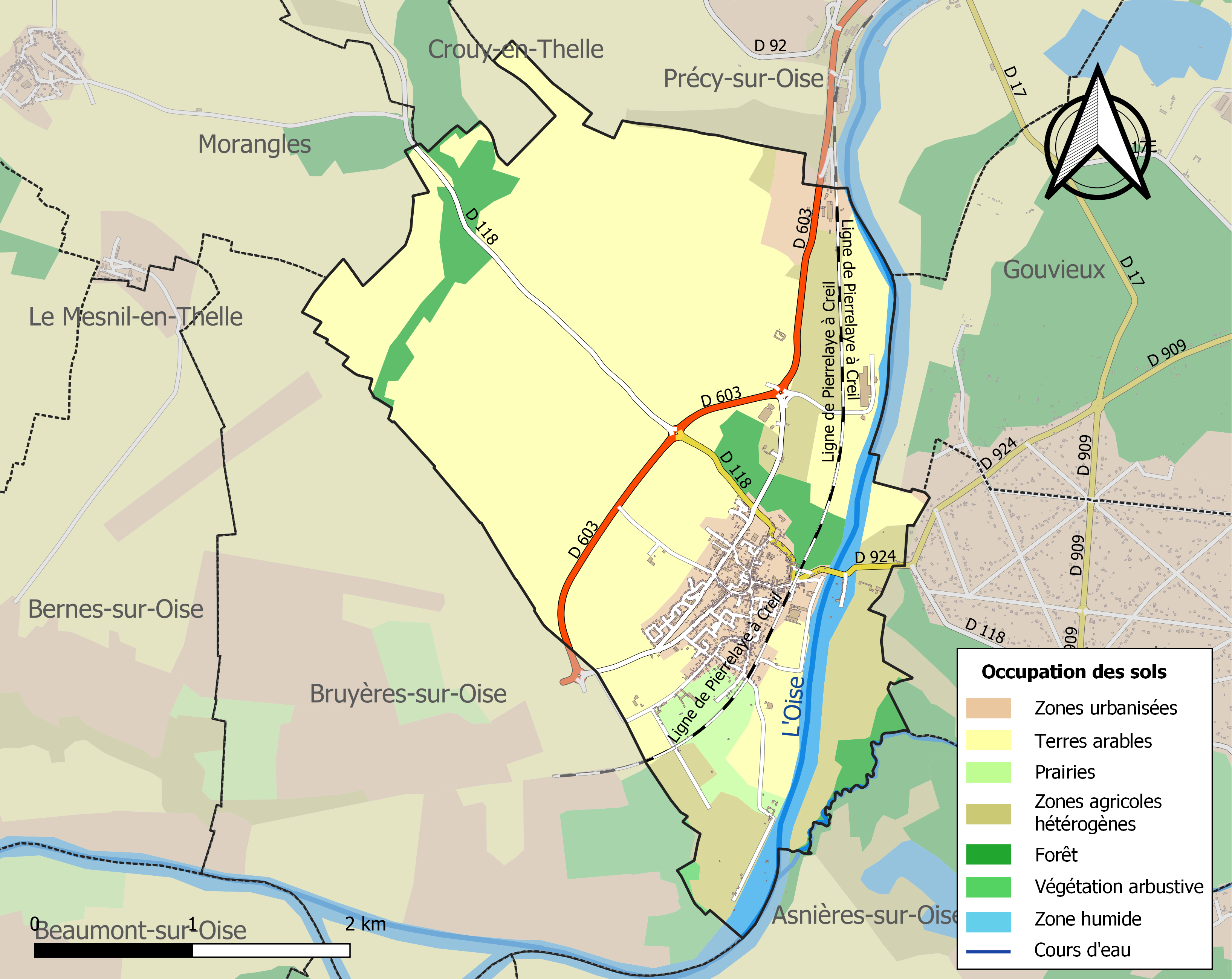
Kaart van de gemeente met belangrijkste infrastructuur, bodemgebruik en omliggende gemeenten

## Demografie
Onderstaande figuur toont het verloop van het inwonertal, bron: INSEE-tellingen. 

## Websites
- (fr)  Statistische informatie op de website van INSEE